# Foulque à crête
Fulica cristata
Espèce
Statut de conservation UICN

 LC  : Préoccupation mineure
La Foulque à crête (Fulica cristata), aussi appelée foulque caronculée, foulque huppée ou foulque de Madagascar, est une espèce d'oiseaux de la famille des Rallidae.
Cet oiseau vit dans le sud de l'Espagne, au Maroc et le sud et l'est de l'Afrique subsaharienne (dont à Madagascar).

## Description[1],[2]
Très semblable à la Foulque macroule, la Foulque caronculée fait partie de la famille des Rallidae.
Le bec de la Foulque caronculée est arrondi et blanc à vague nuances gris-bleu. Une tâche arrondie noire se trouve devant l’œil, dont l'iris est rouge. Par ailleurs, la plaque frontale blanche qui remonte, est coupée droit au sommet. Le cou est plus étroit en vol. Quant aux ailes, elles sont entièrement sombres. Les pattes et les doigts sont bleu ardoisé. Lorsque la Foulque caronculée nage, son poids est porté en avant. Son cou se courbe par le milieu quand elle prélève sa nourriture en nageant. Enfin, le mâle et la femelle sont semblables.
Pendant la période de nidification, deux boules rouge foncé apparaissent sur le front. Les juvéniles n'ont pas ces protubérances.
Les juvéniles sont blanc grisâtre sur les côtés de la tête, sur la partie avant du cou et sur la poitrine.
Les poussins sont couverts de duvet noir. En revanche, la tête est colorée de rouge orangé. Quant au bec, il est rouge avec une pointe noire.

## Voix
La foulque caronculée émet souvent un très rapide « kérré », nasillard et aigu. De plus, ce cri nasillard peut être un peu étouffé « ka-hah ». Parfois, sont entendus de longues séries de crécerelles « krré ».

## Alimentation
La foulque caronculée se nourrit principalement de tiges et de racines de plantes aquatiques. Elle apprécie également les semences, les graines et les petits invertébrés aquatiques.

## Habitat
La Foulque caronculée affectionne les eaux douces, peu profondes, avec une végétation dense.
Oiseau sédentaire, elle vit au Nord du Maroc, au Sud de l'Afrique et à Madagascar. Quelques populations vivent de manière très localisée dans le Sud-Ouest de l'Espagne.

## Nidification/Reproduction
Les deux adultes participent à la construction du nid avec des roseaux et des feuilles sèches. Le nid a une forme de plateforme flottante en coupe dans une zone de plantes aquatiques.

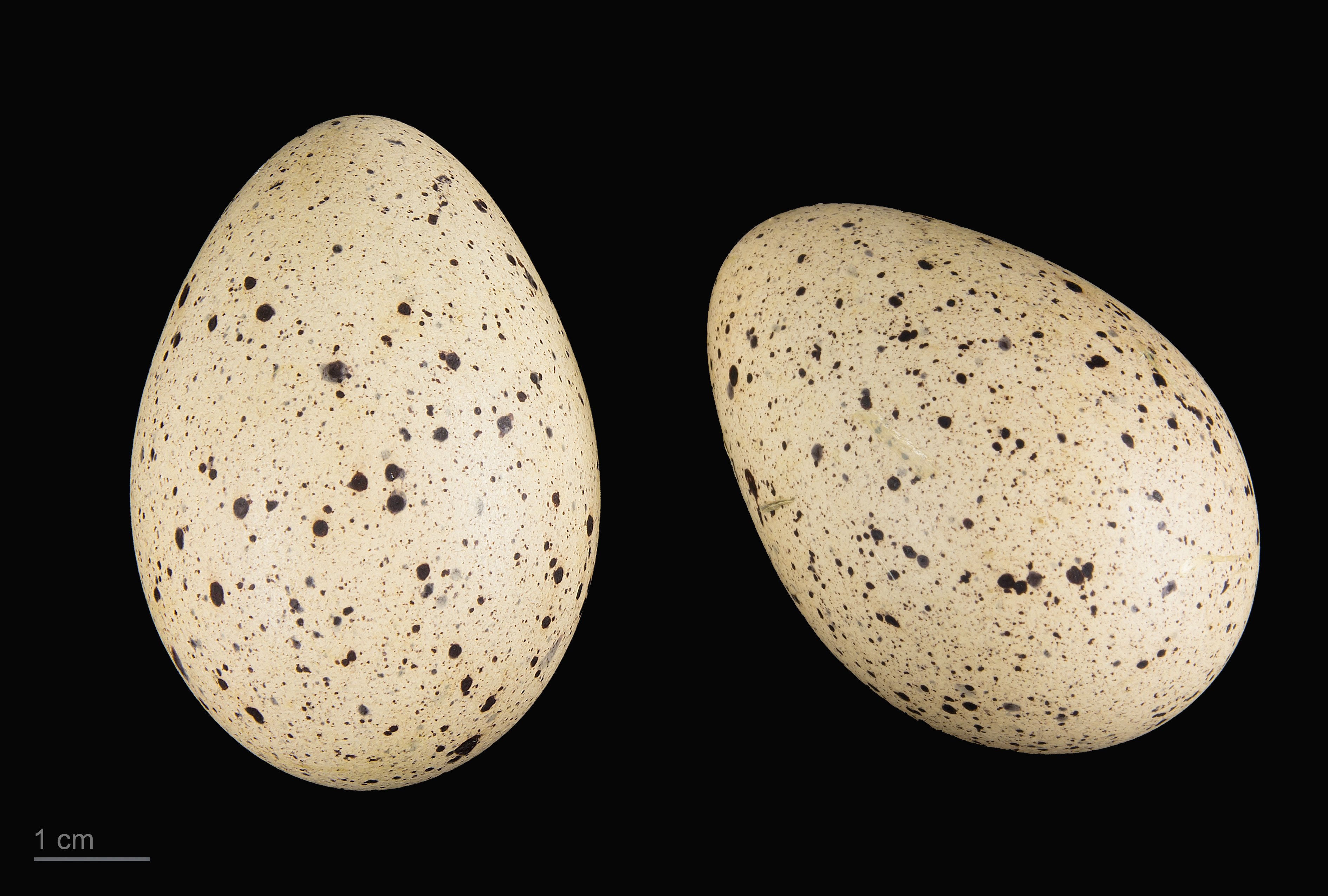
Fulica cristata - MHNT

La femelle dépose entre quatre et sept œufs, gris pâle, tachetés de noir et de rouge. L'incubation assurée par le couple, dure une vingtaine de jours. Les oisillons sont nidifuges et quittent le nid 24h après l’éclosion. Mais ils restent sous la protection de leurs parents qui les nourrissent pendant un mois environ. Les oisillons terminent leur croissance au bout de soixante jours environ.

## Comportement
La Foulque caronculée est assez timide et farouche. Oiseau grégaire, elle peut être vu en groupe de plus de mille individus. En revanche, en période de reproduction, la Foulque caronculée est très territoriale, les couples restent sur le territoire toute l'année et chassent les intrus qui s'approchent.
La Foulque caronculée passe la majorité de son temps à nager dans l'eau, plonge ou reste à la surface. Elle passe également du temps au bord de l'eau à se toiletter. Elle ne s'envole qu'en cas de force majeure et préfère courir sur l'eau pour fuir ou éloigner un intrus.

## Menaces/Protection
Au Maroc et en Espagne, au début des années 1980,  l'espèce a frôlé l'extinction, en raison de la chasse et de la dégradation de ses lieux de vie. C'est pourquoi, un plan de réintroduction et des mesures de protection ont été mises en place par l'Espagne.